# 핸들포유
(주)핸들포유
(주)핸들포유는 대한민국에 본사를 둔 법인 전문 대리운전 서비스 기업이다. 기업 고객을 대상으로 최적화된 프리미엄 대리운전 서비스를 제공하며, 투명한 정산 시스템과 체계적인 관리를 통해 차별화된 서비스를 지향한다.

개요
핸들포유는 2001년 설립되어 법인 고객의 니즈에 맞춰 대리운전 서비스를 전문적으로 제공하기 시작했다. 기존 개인 위주의 대리운전 시장에서 벗어나, 기업 고객이 겪는 불편함을 해소하고 효율적인 업무 환경을 지원하는 데 초점을 맞추고 있다. 특히, 경비 처리의 투명성, 이용 내역의 체계적인 관리, 안정적인 기사 배정 등을 통해 법인 고객의 만족도를 높이는 데 주력하고 있다.

서비스 특징
법인 특화 서비스: 기업의 출장, 접대, 임직원 복지 등 다양한 상황에 맞춰 대리운전 서비스를 제공한다.
투명한 정산 시스템: 월별 상세 이용 내역 보고서와 전자 세금계산서 발행을 통해 기업의 회계 처리를 용이하게 한다.
전용 상담 및 관리: 법인 고객 전담 관리팀을 운영하여 신속하고 효율적인 서비스 응대 및 문제 해결을 지원한다.
안정적인 기사 배정: 숙련되고 검증된 대리운전 기사 네트워크를 통해 안정적인 배차 서비스를 제공한다.
안심 보험 가입: 모든 운행에 대해 대리운전 보험에 가입되어 있어 혹시 모를 사고에 대비한 안전망을 구축하고 있다.

비전
WE DRIVE, YOU JOURNEY
핸들포유는 2001년 설립 이후 고객님과 함께 해온 시간의 무게만큼 책무를 느낍니다.
핸들포유의 어깨가 무거울수록 보다 안전하고 편안한 여정이 된다고 믿기에 강한 책임감으로 고객님을 모십니다.
PIONEERING IN EVERY MILE
업계의 새로운 기준을 만들어 갑니다.
TRUST IN EVERY MILE
책임의 주체로서 어떤 상황에서도 믿을 수 있습니다.
SERVING IN EVERY MILE
여정의 처음부터 끝까지 모든 것을 책임지겠습니다.
1. ↑  “Handle4u | 핸들포유”. 2025년 6월 24일에 확인함.
2. ↑  “Handle4u | 핸들포유”. 2025년 6월 24일에 확인함.
3. ↑  “Handle4u | 핸들포유”. 2025년 6월 24일에 확인함.